# Louise Willy
Pour les articles homonymes, voir Willy.
Louise Willy, aussi appelée Loulou, née vers 1873 et morte à une date indéterminée après 1913, est une artiste de cabaret, de théâtre et de cinéma muet française.
Elle reste surtout connue à l'écran pour avoir tourné en 1896 dans le premier film à caractère érotique de l'histoire du cinéma

## Biographie
Élève du mime Charles Aubert, Louise Willy, fait ses débuts au théâtre des Nouveautés en 1892, dans un petit rôle de La Bonne de chez Duval d'Antony Mars et Hippolyte Raymond, puis au Théâtre Moderne dans Tous à la scène de Victor de Cottens et Paul Gavault.
Elle rejoint les Folies Bergère en 1894, dans Fleur de Lotus, une pantomime d'Armand Silvestre et Hugues Delorme,. Elle est ensuite engagée à l'Olympia et tourne à Cabourg et à Lyon où elle remplace Blanche Cavelli, au théâtre de l'Eldorado, dans un tableau extrait de la pièce Le Coucher d'Yvette, appelé aussi Le Coucher de la mariée, pantomime lyrique de Francisque Verdellet, musique d'Eugène Arnaud,. Elle est engagée au Jardin de Paris où elle joue Le Suicide de Pierrot, puis le rôle de la Fée dans La Fée des poupées, un ballet-pantomime viennois de Josef Hassreiter et Franz Gaul créé à l'Olympia en octobre 1894.
En 1895, elle passe dans la revue Les Turlutaines de l'année et la pantomime Mauvais Rêve de Max Maurey, musique de Rodolphe Berger, et triomphe à l'Olympia dans Le Coucher de la mariée, pantomime de Gaston Pollonnais et Oscar de Lagoanére, où l'on voit tomber un à un ses vêtements, et dans le Bain de la Parisienne.
En 1896, elle tourne dans le film érotique, Le Coucher de la mariée,, d'après la pièce du même nom, film exploité par Eugène Pirou.
En 1897, elle crée le rôle d’Églantine dans le ballet-pantomime Le Chevalier aux fleurs d'Armand Silvestre, musique d'André Messager et Raoul Pugno, au théâtre Marigny.
De retour à l'Olympia, en 1898, elle joue dans une reprise du Coucher de la mariée ; dans Pierrot cambrioleur ; dans Vision !, ballet-pantomime de Léon Roger-Millès sur la musique d'Edmond Missa ; dans Folles Amours ; dans Néron avec Émilienne d'Alençon ; le rôle de Pierrette dans Les Sept Péchés capitaux de Maurice de Marsan sur la musique d'Henri Hirschman, ainsi que dans le ballet-féerie Les Mille et Une Nuits de Max Maurey et A. Thierry en 1899.
Elle passe au Parisiana en 1900 dans une reprise de Mauvais Rêve ; à l'Olympia dans La Belle aux cheveux d'or, ballet-pantomime de Jean Lorrain, sur une musique d'Edmond Diet, le 2 mai,,. Elle crée le rôle de Julie dans Moins cinq !, une pièce de Paul Gavault et Georges Berr, au Palais-Royal, le 22 novembre. En avril 1901, elle crée le rôle de Gabrielle Vernis dans la comédie Sacré Léonce ! de Pierre Wolff,.
Elle quitte le théâtre pour retourner au music-hall avec des rôles dans Paris-Cascades, ballet d'Auguste Germain sur la musique de Louis Varney à l'Olympia en septembre 1901,, et dans Cendrillon, féerie-ballet de Alphonse Lemonnier et Gardel Hervé sur une musique de Victor Rogeren en 1902,.
À la Scala, elle joue Cambriolage de Jacques Lemaire et Paul Fauchey en octobre 1902.
En 1903, elle est engagée au théâtre des Mathurins. Elle y joue La Momie, une pantomime d'Henry Ferrare et Louis Aubert ; le rôle de Laurida dans Cœur jaloux, une pantomime d'Henri Reine, musique de Chantrier. En 1904, elle incarne le prince Aurore dans la revue des Folies Bergère de Victor de Cottens, Praxitèle dans Phrygné avec Cléo de Mérode à l'Olympia. En 1905, elle joue dans Pris au piège, une pièce de Théo, musique de H. Rosès au théâtre des Capucines. En 1906, Josiane Eymard, pièce de Jean Lorrain à la Nouvelle-Comédie. René Debrenne l'engage pour la tournée en province pour jouer le rôle de Cléo de Garches dans Amour et Cie de Louis Forest. En 1907, elle crée le rôle de Delphine dans La Lime, mimodrame d'Henry Ferrare, musique d'André Fijan, au Moulin-Rouge le 23 avril qu'elle reprend au palais des Beaux-Arts de Monte-Carlo en 1909.
Après la sortie de son dernier film L'Homme nu en 1913, sa carrière s'interrompt.

## Théâtre (créations)
- 1892 : La Bonne de chez Duval, vaudeville-opérette en 3 actes d'Antony Mars et Hippolyte Raymond, théâtre des Nouveautés (6 octobre)
- 1892 : Tous à la scène, revue en 3 actes de Victor de Cottens et Paul Gavault, Théâtre Moderne (31 décembre)
- 1897 : Le Chevalier aux fleurs d'Armand Silvestre, musique d'André Messager et Raoul Pugno, théâtre Marigny (15 mai) : Églantine[47]
- 1900 : Moins cinq !, de Paul Gavault et Georges Berr, théâtre du Palais-Royal (21 novembre) : Julie[48],[49]
- 1901 : Sacré Léonce ! de Pierre Wolff, Palais-Royal (3 avril) : Gabrielle Vernis[50]

## Cinéma

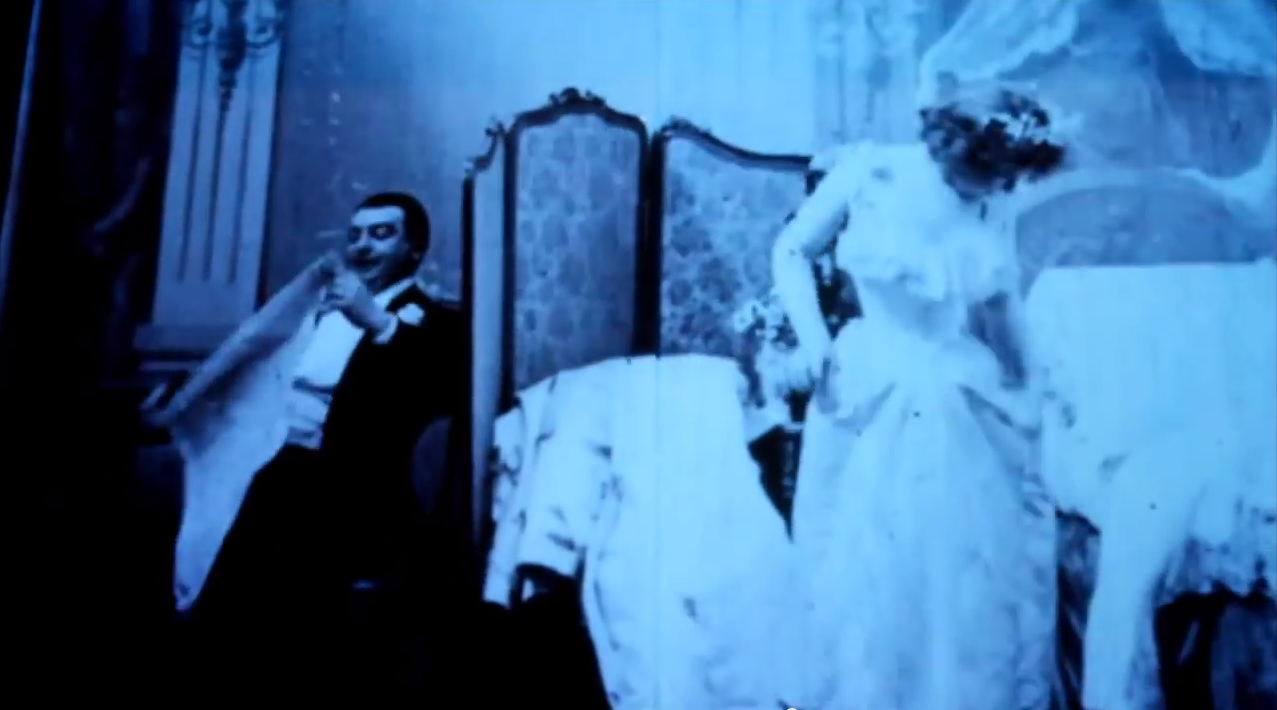
Le Coucher de la mariée

- 1896 : Le Coucher de la mariée, film érotique muet d'Albert Kirchner : la mariée
- 1897 : Douche après le bain, très court métrage (1 m) de et avec Louis Lumière
- 1904 : La Puce, réalisateur anonyme[51]
- 1904 : Le Coucher de la parisienne, réalisateur anonyme[51]
- 1906 : Le Chemineau, film muet d'Albert Capellani
- 1906 : Aladin ou la Lampe merveilleuse, film muet (250 m) d'Albert Capellani, scénario d'André Heuzé
- 1906 : La Voix de la conscience, film muet d'Albert Capellani, scénario André Heuzé
- 1906 : Pauvre Mère, film muet d'Albert Capellani, scénario André Heuzé
- 1906 : La Loi du pardon, film muet d'Albert Capellani, scénario André Heuzé
- 1906 : La Fille du sonneur, film muet d'Albert Capellani, scénario André Heuzé
- 1906 : La Femme du lutteur, film muet d'Albert Capellani, scénario André Heuzé
- 1906 : Mortelle Idylle, court métrage muet d'Albert Capellani, scénario d'André Heuzé
- 1907 : L'Âge du cœur / Les Drames du coeur film muet d'Albert Capellani, scénario André Heuzé
- 1907 : Les Deux sœurs, film muet d'Albert Capellani
- 1909 : Le Dîner du 9, court métrage muet de Georges Monca, scénario d'Adrien Vély
- 1909 : La Vengeance du coiffeur, court métrage muet (200 m) d'un réalisateur anonyme (Georges Monca ?)
- 1911 : Falstaff, court métrage muet d'Henri Desfontaines, scénario de Paul Garbagni d'après Shakespeare
- 1912 : Le Page, court métrage muet d'Henri Desfontaines, scénario de Paul Garbagni
- 1913 : L'Homme nu, film d'Henri Desfontaines, scénario de Marie Thierry, avec Raimu
- Non daté : L'Idée de Jacob, court-métrage muet de René Chavance.

## Iconographie
Louise Willy a fait l'objet de nombreux portraits photographiques, notamment par Édouard Stebbing, qui ont été largement diffusés en carte postale. 
- Catalogue des films français de fiction de 1908 à 1918 par Raymond Chirat et Éric Le Roy, éditions de la Cinémathèque française, Paris, 1995.
- Georges Montorgueil, Les Déshabillés : au théâtre, Paris, H. Floury, coll. « L'année féminine (1895) », 1896, 120 p. (lire en ligne).
- (en) Sarah Gutsche-Miller, Parisian Music-hall Ballet, 1871-1913, Boydell & Brewer, 2015 (ISBN 978-1-58046-442-0, lire en ligne)

## Sources
: documents utilisés comme source pour la rédaction de cet article :
- Le Ménestrel, Paris, 1833-1940 (lire en ligne), lire en ligne sur Gallica
- Le Monde artiste puis "illustré", Paris, 1862-1914 (lire en ligne), lire en ligne sur Gallica
- L’Europe artiste, Paris, 1853-1904 (lire en ligne), lire en ligne sur Gallica
- Gil Blas, Paris, 1879-1940 sur Gallica.